# Sterckshof
Het Sterckshof is een kasteel in het park Rivierenhof in Deurne. Tot 2014 was het Zilvermuseum Sterckshof erin ondergebracht.
Het gebouw is sinds 1994 beschermd als monument. Het kasteel met de omgrachting en de gronden binnen de gracht werden toen ook beschermd als stadsgezicht.

## Geschiedenis
Reeds in de 13de eeuw is er op de plaats van het huidige kasteel de hoeve ‘Hooftvunder’, een versterkte hoeve omringd door een gracht. Deze hoeve groeit uit tot een versterkt landgoed dat herhaaldelijk van eigenaar wisselt. In 1524 koopt Gerard Sterck, koopman, bankier en geheim raadsman van keizer Karel V, het landgoed en hij verbouwt de hoeve tot een kasteel in renaissancestijl, vanaf dan het kasteel Sterckshof genaamd.
In tegenstelling tot andere kastelen in Antwerpen wordt het Sterckshof niet verwoest tijdens de oorlogen in de 16de en 17de eeuw, maar het wordt wel verwaarloosd na een ruzie tussen erfgenamen in de 17de eeuw. Vanaf 1693 is het Sterckshof eigendom van de jezuïeten van Lier, maar het kasteel vervalt door de Oostenrijkse Successieoorlog (1740-1748). Na de opheffing van de jezuïetenorde wordt het kasteel in 1778 openbaar verkocht aan de bankier Jan Baptist Cogels, die het samenvoegt met zijn landgoed Ter Rivieren.
In 1921 koopt het provinciebestuur van Antwerpen het landgoed Ter Rivieren (met het kasteel Sterckshof) om er het huidige park Rivierenhof van te maken. Van het Sterckshof staan dan alleen nog een voorbouw van één verdieping met één toren, de ingangspoort en enkele bijgebouwen overeind. Architect Jaak Alfons Van der Gucht tekent in 1922 de plannen voor de wederopbouw. Aan de hand van oude afbeeldingen en archeologische opgravingen ter plaatse verrijst in de jaren 1930 een tot de verbeelding sprekende reconstructie met later aangebrachte interieurfragmenten uit Antwerpse herenhuizen die in de jaren 1950 zijn afgebroken.

## Zilvermuseum
Het kasteel herbergde het Zilvermuseum Sterckshof. Sinds 1 mei 2014 is het Zilvermuseum gesloten. Het museum heropende op 7 mei 2018, vanaf dan onder de naam DIVA, op de Suikerrui nummer 19 nabij de Grote Markt in Antwerpen. 
Sinds de sluiting van het Museum in het Sterckshof is het provinciebestuur actief op zoek naar een geschikte overnemer om het kasteel een nieuwe bestemming te geven. Sinds 2023 wordt er gewerkt aan het vinden van een kandidaat die het kasteel een nieuwe functie kan geven, zodat het behouden blijft en toegankelijk blijft voor het publiek.
In mei 2025 werd het kasteel verkocht voor 4,5 miljoen euro aan een Nederlandse investeerdersgroep. Zeker is dat er opnieuw een museum komt in het gebouw. Het kasteel stond al 11 jaar te koop, eerst voor 5 miljoen euro en sinds november 2024 voor 500.000 euro.